# ジェネレーティブアート
ジェネラティブアートまたはジェネレーティブアート（英: Generative Art）は、コンピュータで動作するアルゴリズムによって生成されるアート作品の総称である。主な特徴として計算性・自律性・ランダム性が挙げられる。作品の主題は、物理現象や絵画的技法のシミュレーション、計算によって初めて可能になる表現、人工と自然の間での有機的な表現を追求するアートなど、多岐にわたる。
ジェネラティブアートは、創作方法として自然科学的なシステムを主体として用いた芸術である。前提として、自律的に動作する機構を設計して作品制作を行わなければならない点が、他の芸術分野との違いであると言える。システムによる作品は、複雑系や情報理論といった科学理論を実行することがある。ジェネラティブアートで構築されるシステムは、科学の各分野で見られるシステムと良く似ている。そのようなシステムは、カオスの縁において、複雑性の度合いを時間経過に従って変化させ、カオスと秩序の間を行き来することで予測困難な挙動を見せる。しかし、そのシステム自体は決定論的に動作する。ヴォルフガング・アマデウス・モーツァルトの "Musikalisches Würfelspiel"（音楽のさいころ遊び）1757 はランダム性に基づいたジェネラティブなシステムの初期の例である。その構造は一方では秩序の要素に基づき、もう一方では無秩序の要素に基づいている。
制作者には高度に数学的なイメージ能力と、複雑なアルゴリズムの考案・実装技術が要求されるため、参入の敷居は高い。数式やアルゴリズムの扱いに長けた理系分野在籍者が、この分野の作品に触れた事が切っ掛けで強い魅力を感じて参入する分野でもある。アーティストまたはクリエイターは、ある基本原則や数式やテンプレートなどの素材を用意し、無作為または半無作為のプロセスが作用するよう加工する。多くの作品では、その基本原則においても、要素となる理論間で影響を与え合うシステムを構築することにより、単純な要素の線形な加算合成だけでは得られないような複雑な表現を可能にしている。その結果は設定された限度内にある程度とどまるが、微妙かつ大胆な変化を発生する傾向もある。既存の芸術作品などを元にして芸術創作活動を行うという考え方はジェネラティブアートの重要な要素の1つであり、そのプロセス指向の基本的性質を表している。ハンス・ハーケ（Hans Haacke）らは、芸術活動に物理的かつ生物的システムのプロセスを導入してきた。
ジェネラティブアートではリアルタイム性を導入する場合もあり、フィードバックと生成プロセスを作品の現在状態に適用して時々刻々変化させたりする。このような作品は同じ状態を再び目にすることはない。デモシーンやビデオジョッキー文化などではリアルタイム性のあるジェネラティブなオーディオビジュアル作品の創作に様々なグラフィカルプログラミング環境（例えば、Max/Msp、Pure Data）を利用する。
人工知能と自動化された「振る舞い」がジェネラティブアートの新たな手段として導入されている。ケン・リナルドの「Autopoiesis」では、15体の音楽的でロボット的な彫像が周囲との相互作用によって振る舞いを変化させていく。
ジェネラティブアートは芸術運動やイデオロギーではない。単なる創作手法の1つであり、作品の意図や内容には関係しない。
2000年代のProcessing登場まで、創作内容の本質のみに集中できるようなプログラミング環境が整備されていなかったことが原因で、未だに一般的な創作手法とは言い難い状況にある。2010年代の各種広告媒体(Webサイトやデジタルサイネージ等)やイベントにおけるメディアアートの隆盛や、芸術系の学校教育におけるProcessingやopenFrameworksの普及も相まって、これからの発展が期待される分野である。

## 例
ジョン・ケージやブライアン・イーノといった作曲家は、ジェネラティブな手法とシステムで作品を作ったことがある。イーノは、SSEYO の Koan というジェネラティブミュージックシステムの開発に関わり、このシステムをアルバム Generative Music 1 の製作に活用した。
各分野におけるジェネラティブアートの例:
- カットアップ技法 - トリスタン・ツァラ、ウィリアム・S・バロウズ
- AARON - Harold Cohen
- ライフゲーム - ジョン・ホートン・コンウェイ
- Painting Beings - Alain Lioret
- Philip Galanter の作品
- Celestino Soddu の作品